# Cesar Rosa
Cesar Rosa da Silva, (Ituverava, 2 de maio de 1960) é um radialista brasileiro.

## Biografia
Cesar Rosa é um radialista brasileiro, nasceu em 02 de maio de 1960 em Ituverava-SP, começou a trabalhar no rádio aos 13 anos de idade como locutor na Radio São Joaquim AM em São Joaquim da Barra. Estudou jornalismo na Unaerp e trabalhou na Rádio Renascença, emissora da mesma de propriedade da mesma universidade. Nos anos 80 migrou para São Paulo, vinda a trabalhar na Excelsior, emissora do Sistema Globo de Rádio. Inaugurou um estilo novo[carece de fontes?] de apresentador de FM com a equipe da Rádio Cidade. Fez muito sucesso[carece de fontes?] na Jovem Pan 2, com o programa São Paulo by Night.Neste mesmo período foi apresentador do Show da Manhã, na rádio Jovem Pan AM. Ainda no  gênero de programas românticos apresentou na Band FM o Sweet Love. Foi precursor dos cursos de radialista no Senac-Dr.Vila Nova. Voltou em 1984 ao interior para implantar a nova fase da Clube FM de Ribeirão Preto. Nos anos 1990 mudou-se para Portugal indo trabalhar na Radio Cidade FM de Lisboa. Na sua volta ao Brasil foi coordenador de expansão da rede Band Sat e sócio da ProSound Network produtora de conteúdo radiofônico. Nesse período foi diretor de uma das emissoras do grupo Bandeirantes em Araraquara onde permaneceu até 2005. Ficou nesta cidade até 2014 exercendo assessoria politica e cerimonial na prefeitura local.  Atualmente é locutor do Jornal da Manhã na Radio Jovem Pan e apresentador da Estilo FM de São Paulo.